# Valins-Effekt
Der Psychologe Stuart Valins führte im Jahr 1966 ein Experiment zur Wahrnehmung des eigenen Aktivierungsgrades (heute als Valins-Effekt bekannt) durch. Valins modifizierte damit die Zwei-Faktoren-Theorie der Emotion von Schachter und Singer. Nach der Valins-Theorie ist nicht die tatsächliche physiologische Erregung bzw. die Empfindung der Erregung für das Entstehen von Emotionen notwendig, sondern es reicht die kognitive Repräsentation (Meinung) über die eigene Erregung für das Entstehen von Emotionen.

## Experiment

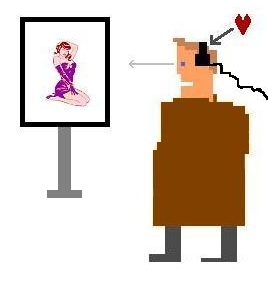
Valins-Effekt

In dem Experiment zeigte Valins in zwei Durchgängen männlichen Versuchspersonen zehn Bilder attraktiver, halbnackter Frauen (damals Playboy-Fotos). Die Versuchsteilnehmer in der Experimentalgruppe wurden vor Versuchsbeginn an eine Apparatur angeschlossen, die angeblich ihren Herzschlag aufzeichnete. Gleichzeitig erhielten die Probanden über Kopfhörer die vorgetäuschte Rückmeldung ihrer Herzschlagfrequenz. Der über Kopfhörer eingespielte verfälschte Herzrhythmus war jedoch nicht der eigene. Vom Versuchsleiter wurde zuvor festgelegt, bei welchen Fotos sich der eingespielte Herzschlag verlangsamte oder erhöhte. Die Wahrnehmung eines reduzierten bzw. steigenden Erregungszustandes sollte damit simuliert werden.
In der Kontrollgruppe hörten die Versuchspersonen ebenfalls beim Anschauen der Fotos über Kopfhörer dieselben Geräusche. Sie wurden aber vom Versuchsleiter als bedeutungsloses bzw. störendes Hintergrundgeräusch dargestellt. Am Ende des Experiments sollten die Versuchspersonen die einzelnen Fotos in einem Fragebogen nach Attraktivität (Skala) bewerten. Außerdem konnten die Teilnehmer nochmals einige Fotos auswählen, die sie mit nach Hause nahmen. Die anschließende Auswertung zeigte, dass es eine Kopplung zwischen der Veränderung der Herzfrequenz und den Attraktivitätsbewertungen gab. Die wahrgenommene Erregung der Probanden (Beispiel: „Mein Herzschlag ist erhöht, folglich ist diese Frau attraktiv“) beeinflusste die Bewertung.

## Kritik
Der Valins-Effekt wurde inzwischen mehrmals überprüft. Die Untersuchungen in unterschiedlichen Bereichen kamen zu den gleichen Ergebnissen. Es gab aber auch Kritik, weil der Valins-Effekt auch unter anderen Bedingungen auftrat. Weitere Kritikpunkte waren, dass die Versuchspersonen möglicherweise auf die sogenannten „demand characteristics“ reagierten und dass es unter Umständen Aufmerksamkeitsunterschiede in der Experimental- bzw. Kontrollgruppe gab. Einige Kritiker beanstandeten den Emotionsindex. Aus ihrer Sicht waren die Attraktivitätbeurteilungsskala und die Bilderwahlen fragliche Emotionsindikatoren.

## Einzelnachweis
1. ↑  Meyer, Schützwahl & Reisenzein: Einführung in die Emotionspsychologie, Zusammenfassung Band I und II, Uni Würzburg, Die Modifikation der Zwei-Faktoren-theorie durch VALINS, S. 14 (PDF) (Memento des Originals vom 26. September 2015 im Internet Archive)  Info: Der Archivlink wurde automatisch eingesetzt und noch nicht geprüft. Bitte prüfe Original- und Archivlink gemäß Anleitung und entferne dann diesen Hinweis.